# Asterix e la figlia di Vercingetorige
Asterix e la figlia di Vercingetorige (in francese La Fille de Vercingétorix) è il 38° albo della serie Asterix, pubblicato in tutto il mondo il 24 ottobre 2019 (il 30 ottobre in Italia). È il quarto scritto da Jean-Yves Ferri e disegnato da Didier Conrad, e la sua uscita corrisponde, nel giro di pochi giorni, al 60º anniversario dell'inizio della serie di albi, avvenuto il 29 ottobre 1959.

## Trama
Una notte, il villaggio degli irriducibili Galli viene visitato da due capi Arverni, Monolitix e Ipocalorix, che furono luogotenenti di Vercingetorige nella famigerata battaglia di Alesia e quindi buoni compagni di Abraracourcix; i due portano con loro Adrenalina, la bella figlia adolescente di Vercingetorige, e rivelano che i tre fuggirono proprio prima della battaglia finale per portare avanti la lotta contro i Romani, e che la ragazza porta con sé la torc del padre che la identifica come suo erede di simbolo della resistenza. Quando però Giulio Cesare lo viene a sapere, tenta di farla portare a Roma e rieducarla nei costumi romani, e invia a prenderla una spedizione guidata da Nerdflix, un esploratore gallico che, tradendo i suoi compatrioti, aiutò i Romani a vincere la battaglia di Alesia, in quanto si sentiva tradito da Vercingetorige: è per questo motivo che i due capi arverni hanno portato Adrenalina al villaggio degli irriducibili, ossia tenerla al sicuro nell'unico posto libero dal dominio romano, fino a quando non la porteranno in Britannia, dove i Romani non potrebbero raggiungerla.
Abraracourcix accetta di tenere al sicuro la ragazza, e rivela le di lei origini solo ad Asterix, Obelix, Beniamina e il vecchio Matusalemix (ma gli ultimi due lo fanno sapere all'intero villaggio), per poi incaricare Asterix e Obelix di farle da guardie del corpo. Sfortunatamente per loro, Adrenalina ha un carattere ribelle e poco incline all'obbedienza, e quindi al modo di vivere degli adulti, ma in compenso riesce a farsi amici i giovani, in particolare i figli maggiori di Automatix ed Ordinalfabetix. Ben presto, la giovane decide di scappare dal suo ruolo come figura bellica, e con i suoi nuovi amici decide di fuggire dal villaggio.
Nerdflix la segue, e mette la sua spedizione in stato d'allerta. Durante la caotica ricerca della giovane da parte dei Galli, dei Romani e di Nerdflix, Adrenalina si imbatte in due dei pirati che in procinto di raccogliere acqua fresca, li segue e li raggiunge sulla loro nave dove, di fronte a un costernato Barbarossa, convince l'intero equipaggio a raggiungere la mitica Thule, dove potrà vivere la sua vita in pace. Asterix e Obelix raggiungono però la nave dei pirati grazie al mercante fenicio Grandimais, e vi salgono insieme ai figli maggiori di Automatix e Ordinalfabetix, seguiti però anche da Nerdflix. In una rapida sequenza di eventi, i Galli e i pirati sono costretti ad affrontare prima la testardaggine di Adrenalina, e poi una galea romana che li attacca, e nel mezzo della battaglia Nerdflix prende la ragazza e il torc sull'albero maestro della nave dei pirati. Obelix spacca in due l'albero maestro, facendo affondare la nave e precipitare Nerdflix e Adrenalina in acqua: Adrenalina risale sull'imbarcazione gallica, mentre Nerdflix si accorge che il torc è affondato e tenta di recuperarlo, ignaro di essere inseguito da uno squalo; la sua sorte è ignota, ma è probabile che l'animale l'abbia divorato.
Ritornata sana e salva nel villaggio, Adrenalina dichiara apertamente di non voler avere niente a che fare con la ribellione. Gli Arverni notano però che uno dei loro guerrieri, Dislessix, indossa l'elmo cerimoniale di Vercingetorix, e lo trasformano nella loro nuova figura della resistenza gallica. Dopo aver augurato buona fortuna agli irriducibili, che considera veri successori di Vercingetorige, Adrenalina e il giovane capitano Letitbix partono per Thule, trovandola come un'isola abitata da un popolo multietnico e dove vive in pace e serenità, mentre gli irriducibili concludono la loro storia con il loro tradizionale banchetto, e stavolta in compagnia degli Arverni.

## Personaggi
- Adrenalina (Adrénaline): è la bella e adolescente figlia di Vercingetorige, di cui ha sul collo il tipico torc dei Galli, che la fa ergere come suo successore della resistenza contro i Romani. Essendo lei un'adolescente, è di indole ribelle e poco incline ad obbedire agli ordini degli adulti.
- Nerdflix: è un esploratore gallico del popolo dei Biturigi, che però tradì i suoi compatrioti nella famigerata battaglia di Alesia aiutando i Romani a prevalere. Quando Giulio Cesare viene a sapere che Vercingetorige ha una figlia, egli pone Nerdflix alla testa di una spedizione incaricata per catturarla e portarla a Roma.
- Monolitix e Ipocalorix: sono due capi arverni, ex-luogotenenti di Vercingetorige e padrini di Adrenalina. Parlano con la s moscia e fanno parte del FARC (Fronte Arverno Resistenscia Clandestina)
- Sushix: figlio di Ordinalfabetix, lavora insieme al padre nella sua pescheria.
- Sashimix: il figlioletto di Ordinalfabetix, parla con la f al posto della s, e lavora anche lui alla pescheria del padre.
- Selfix: figlio di Automatix, lavora al fianco del padre fabbro.
- Letitbix: giovane capitano gallico, che aiuterà arverni e armoricani a proteggere Adrenalina.
- Geiax: una guardia del villaggio gallico.
- Dislessix: un soldato arverno.

## Accoglienza
L'albo è stato tradotto in almeno 20 lingue, e ha venduto almeno 5 milioni di copie nella sua prima settimana d'uscita.

## In altre lingue
- asturiano: La fía de Vercingétorix - Salvat Editores S.A,  Spagna, ottobre 2019
- basco: Vertzingetorixen alaba - Salvat Editores S.A,  Spagna, ottobre 2019
- catalano: La Filla de Vercingetòrix - Salvat Editores S.A,  Spagna, ottobre 2019
- galego: A Filla de Vercinxetórix - Edicións Xerais de Galicia (Edicións Xerais),  Spagna, ottobre 2019
- finlandese: Vercingetorixin tytär - Egmont Kustanus Oy,  Finlandia, ottobre 2019
- francese: La Fille de Vercingétorix - Hachette,  Francia, ottobre 2019
- inglese: Asterix and the Chieftain's Daughter - Orion,  Regno Unito, 2019
- norvegese: Gallerhøvdingens datter - Egmont Serieforlaget AS, Oslo,  Norvegia, ottobre 2019
- olandese: De dochter van de veldheer - Éditions Albert René (Hachette Livre),  Paesi Bassi, 2019
- polacco: Córka Wercyngetoryksa - Egmont Poland Ltd., Varsavia,  Polonia, ottobre 2019
- portoghese: A Filha de Vercingétorix - Edições ASA, Lisbona,  Portogallo, 2019
- tedesco: Die Tochter des Vercingetorix - Egmont Ehapa Verlag,  Germania, 2019
- spagnolo: La hija de Vercingétorix - Salvat Editores S.A,  Spagna, ottobre 2019
- svedese: Vercingetorix dotter - Egmont Kärnan AB, Malmö,  Svezia, ottobre 2019

## Curiosità
- Riappare il mercante fenicio Grandimais, che compare in un cameo dopo 38 anni di assenza; la sua ultima apparizione risale infatti a L'odissea di Asterix, albo pubblicato nel 1981.